# Vendita galline Km2
Vendita galline Km2 è un romanzo del 1993 dello scrittore italiano Aldo Busi.

## Trama
Delfina Unno Pastalunghi, scrittrice e giornalista quarantacinquenne lesbica di ricchissima famiglia, dopo la sua morte in un incidente stradale presso un cartello che indicava Vendita galline Km 2, si mette a rievocare i vari eventi della sua vita, partendo dall'incontro avvenuto pochi mesi prima al Teatro San Babila di Milano con Caterina Multimuoriu, una ventenne sarda dai lunghissimi capelli rossi che studiava organo al conservatorio.
Delfina perde la testa per Caterina e cerca d'introdurla in società, cosa che le provoca qualche imbarazzo perché la giovane sembra terribilmente ingenua, e attacchi di gelosia quando si accorge che è molto desiderata dagli uomini.
Mescolando eventi recenti e altri più remoti, Delfina ricostruisce la sua storia personale e quella della sua famiglia. Il nonno Romeo Pastalunghi senior aveva armato una flotta di pescherecci per la pesca del tonno, che poi inscatolava nei suoi stabilimenti assieme agli sfortunati delfini incappati nelle reti. Desiderando un'ampia discendenza, aveva imposto ai propri figli e figlie di avere almeno cinque rampolli a testa.e aveva scelto come proprio successore alla guida dell'azienda il cosiddetto Architetto Ballerino, che da ragazzino molto effeminato si era trasformato in un impenitente dongiovanni. 
Ester, che sarebbe poi diventata la madre di Delfina, aveva sposato Fabrizio Unno Cavamarmi, ufficiale della X MAS di Junio Valerio Borghese che nell'immediato dopoguerra era fuggito in Argentina per sottrarsi a ritorsioni da parte di partigiani. Delfina nacque sulla nave che riportava la coppia in Italia e fu istruita in costosi collegi svizzeri. All'età di sedici anni, dopo aver rifiutato un'offerta di matrimonio, fu violentata dal suo spasimante; rimasta incinta, chiese al ginecologo professor Zinfandel di abortire e di essere completamente sterilizzata.
Negli anni Sessanta Delfina si trasferì a New York dove frequentò la scena culturale underground e si legò d'amicizia con Jacqueline Kennedy e Greta Garbo. Nel decennio successivo s'impegnò politicamente nell'estrema sinistra e nel movimento femminista. In occasione di conferenze in Germania Est e in Polonia, per il tono dei suoi interventi in favore del lesbismo finì picchiata pesantemente dalle donne comuniste dell'uditorio.
Essendole toccata una porzione di eredità minore di quella degli altri parenti per i suoi trascorsi dissoluti, Delfina si dedicò alla scrittura come mezzo di sostentamento: pubblicò quattro libri (tra cui una biografia non autorizzata dello zio Romeo) e fu assunta al mensile Uomini & Donne, dove il direttore Agatino Battilocchio le dedicò un trattamento di favore.
In un garage Delfina subì un nuovo stupro; riuscì ad uccidere il suo violentatore (e a non esserne imputata) ma con suo stupore rimase incinta e nel bagno di casa diede alla luce una bambina, che uccise senza quasi pensarci.
Pochi mesi prima dell'incontro con Caterina, Delfina fu detenuta per un certo periodo nel carcere di San Vittore con l'accusa di traffico di droga, reato commesso involontariamente benché fosse una consumatrice di un gran numero di sostanze stupefacenti.
Subito dopo la morte di Delfina, i suoi parenti si preoccupano di far sparire un eventuale testamento a favore di Caterina, ma non riescono a trovare l'originale, che è stato nascosto in un luogo sicuro. La narrazione viene poi proseguita dalla studentessa di musica, che in qualche modo è stata raggiunta dai pensieri espressi da Delfina nella tomba, e che si rivela essere tutt'altro che la giovane ingenua che appariva a tutti, avendo architettato col suo nuovo amante, l'oculista Sigismondo Neri, un piano che potrebbe significare la rovina economica dei Pastalunghi.

## Personaggi
Delfina Unno Pastalunghi
Narratrice e protagonista della storia.
Caterina Multimuoriu
Sua ultima amante.
Ester Pastalunghi
Madre di Delfina, senatrice a vita.
La contessa Laudomia Domiziana Maria Unno Cavamarmi (von Zaunkönig etc.)
Nonna paterna di Delfina, suocera di Ester.
Romeo Pastalunghi junior
Zio di Delfina, detto l'Architetto Ballerino, Romeo il Bello, Romeo La Nuit o Romy.
Romeo Pastalunghi senior
Nonno materno di Delfina, padre di sei rampolli, armatore, senatore a vita, detto anche Nasino il Breve.
Lucy Schwarzenegger Pastalunghi
La progenitrice, moglie di Nasino.
Alfio Pastalunghi
Terzogenito della coppia.
Virginio
Cameriere dell'Architetto Ballerino.
Ira Chiarini vedova Ripussi
Notaio, ex amante di Delfina, Lady Cortina International 1975.
Mafalda de' Malfatti Pastalunghi
Moglie dell'Architetto Ballerino.
Adelaide, Betty e Margì Pastalunghi
Zie materne di Delfina.
Gionata, Matteo, Tanghita Eucarca e due altri
Fratelli di Delfina.
Fabrizio Unno Cavamarmi (von Zaunkönig etc.)
Padre di Delfina, sposo fedele di Ester.
Agatino Battilocchio
Direttore del periodico Uomini & Donne, innamorato di Delfina.
Smeralda Pandispagna e Unpò Bertolli
Amiche di Delfina, frequentatrici dell'alta società milanese.
Claretta de Dé
Compagna di celle di Delfina a San Vittore.
Sigismondo Neri
Oculista, amante di Caterina.

## Edizioni
- Aldo Busi, Vendita galline Km2, collana Scrittori italiani, Milano, Mondadori, 1993, ISBN 88-04-36907-9.
- Aldo Busi, Vendita galline Km 2, Milano, Club degli Editori, 1993.
- Aldo Busi, Vendita galline Km 2, collana Oscar scrittori moderni, n. 1629, Milano, Mondadori, 1997, ISBN 88-04-42343-9.